# سمير التقي
سمير التقي(1370هـ/1951م) دكتور وباحث سياسي وأكاديمي سوري وبرلماني وكاتب في الشؤون والدراسات الاستراتيجية والسياسية في الشرق الأوسط.

## ولادته وتحصيله
ولد الدكتور سمير التقي في محافظة حلب سنة (1370هـ/1951م) ودرس في مدارسها. وهو حاصل على شهادة الدكتوراة في جراحة القلب والأوعية الدموية وتابع دراساته المتقدمة في جراحة القلب والأوعية الدموية.يتقن اللغةالفرنسية واللغة الإنجليزية والعربية قراءة متقنة واللغة الروسية واللغةالألمانية.

## عمله ووظائفه
شغل مناصب قيادية في القطاع الصحي في حلب ودمشق، بما في ذلك رئاسة قسم الجراحة التجميلية، ورئاسة الخدمات الطبية، والإشراف على المستشفيات، ورئاسة الطاقم الطبي في الهلال الأحمر بدمشق. كما عمل مستشاراً لوزير الصحة ورئيس الوزراء في القضايا الصحية والتخطيط والتأمين وتنظيم الخدمات الطبية.كان عضواً في مجلس الشعب السوري لمدة أربع سنوات (1994-1998)، انخراطفي العمل السياسي التشريعي. اتجه نحو البحث السياسي والدراسات الاستراتيجية، وأصبح رئيساً لمركز الشرق للدراسات الدولية في دمشق (بتمويل من وزارة الخارجية السورية)قبل إغلاقه. وزميلاً أكاديمياً في جامعة سانت أندروز في اسكتلندا.المؤسس والمدير العام لمركز الشرق للأبحاث (ORC) في دبي، وهو مركز فكر مستقل يركز على الدراسات الاستراتيجية والسياسية في الشرق الأوسط، كان عضواً في الجمعية السورية لأمراض القلب والأوعية الدموية ونقابة الأطباء السورية.

## كتبه وآثاره
نشر العديد من الأبحاث السياسية باللغتين الإنجليزية والعربية، تناولت مواضيع هامة مثل:
1. بنية الدولة السورية
2. آلية اتخاذ القرار، السياسات السورية بعد عملية السلام[7]
3. إدارة المؤسسات السياسية في الأزمات[8]
4. دور مجموعات دعم القرار السياسي[9]
5. قضية إعادة إنتاج التخلف في العالم العربي والإسلامي.[10]
6. تحديات إعادة إنتاج الوطنية السورية.[11]

لا يزال نشطًا كباحث ومحلل سياسي، ويظهر في مقابلات وتحليلات إخبارية، ويكتب مقالات حول الشؤون الاستراتيجية والسياسية في الشرق الأوسط.